# Canton de Saint-André-1
Le canton de Saint-André-1 est une circonscription électorale française de l'île de La Réunion, département et région d'outre-mer français de l'océan Indien.

## Histoire
Le canton a été créé par la loi no 49-1102 du 2 août 1949.
Avant cette date, le canton de Saint-André élisait trois conseillers généraux.
Il a été modifié par décret du 27 février 1997 créant le canton de Saint-André-3.
Un nouveau découpage territorial de La Réunion entre en vigueur à l'occasion des premières élections départementales suivant le décret du 24 février 2014. Les conseillers départementaux sont, à compter de ces élections, élus au scrutin majoritaire binominal mixte. Les électeurs de chaque canton élisent au Conseil départemental, nouvelle appellation du Conseil général, deux membres de sexe différent, qui se présentent en binôme de candidats. Les conseillers départementaux sont élus pour 6 ans au scrutin binominal majoritaire à deux tours, l'accès au second tour nécessitant 12,5 % des inscrits au 1er tour. En outre la totalité des conseillers départementaux est renouvelée. Ce nouveau mode de scrutin nécessite un redécoupage des cantons dont le nombre est divisé par deux avec arrondi à l'unité impaire supérieure si ce nombre n'est pas entier impair, assorti de conditions de seuils minimaux. À La Réunion, le nombre de cantons passe ainsi de 49 à 25.
Le canton de Saint-André-1 est redécoupé et étendu à la commune de Sainte-Suzanne. Avec ce redécoupage, le territoire du canton s'affranchit des limites d'arrondissements, avec 1 commune incluse dans l'arrondissement de Saint-Denis et 1 fraction dans l'arrondissement de Saint-Benoît. Le bureau centralisateur est situé à Saint-André.

## Représentation

### Représentation avant 2015
| Période                                  | Période           | Identité                        | Étiquette | Qualité                                                                   |
| ---------------------------------------- | ----------------- | ------------------------------- | --------- | ------------------------------------------------------------------------- |
| 1893                                     | 1908              | Raphaël Vidot                   | ?         | Propriétaire-agriculteur Maire de Saint-André (1902-1912)                 |
| 1908                                     | 1931              |                                 |           |                                                                           |
| 1931                                     | 1937              | Léopold Martin                  | ?         | Docteur en médecine Maire de Saint-André (1912-1942)                      |
| 1931                                     | 1937              | Raphaël Vidot                   | ?         | Propriétaire-agriculteur Maire de Saint-André (1902-1912)                 |
| 1931                                     | 1937              | Louis Latgé                     | ?         | Maire de Salazie (1906-1920)                                              |
| 1949                                     | 1955              |                                 |           |                                                                           |
| 1955                                     | 1967              | Jean Ramassamy                  | DVD       | Maire de Saint-André (1963-1967)                                          |
| 1967                                     | 1976 (annulation) | Charles-Armand Barau            | DVD       | Ancien conseiller général du Canton de Saint-André-2 (1955-1967)          |
| 1976                                     | 1979              | Adrien Minienpoullé (1934-2013) | PCR       | Cadre d'assurances                                                        |
| 1979                                     | 1992              | Louis Virapoullé                | UDF-CDS   | Avocat - Sénateur (1974-1992)                                             |
| 1992                                     | 1998              | Claude Hoarau                   | PCR       | Professeur - Député (1987-1988 et 1996-2002)                              |
| 1998                                     | 2004              | Jean-Claude Ramassamy           | UDF       | Chef d'entreprise                                                         |
| 2004                                     | 2011              | Yvon Virapin                    | PCR       | Directeur d'école Conseiller municipal de Saint-André Conseiller régional |
| 2011                                     | 2015              | Michèle Caniguy                 | PCR       | Directrice d'école                                                        |
| Les données manquantes sont à compléter. |                   |                                 |           |                                                                           |

### Représentation depuis 2015
| Période élective | Période élective | Mandat | Mandat                | Identité         | Nuance | Nuance | Qualité |
| ---------------- | ---------------- | ------ | --------------------- | ---------------- | ------ | ------ | --- |
| 2015             | 2021             | 2015   | 2021                  | Michèle Caniguy  |        | DVG    | Directrice d'école, ancienne adjointe au maire de Saint-André (2008-2014), membre du PCR                    |
| 2015             | 2021             | 2015   | mars 2019 (démission) | Maurice Gironcel |        | DVG    | Retraité des Postes et Télécommunications Maire de Sainte-Suzanne (1993-2009 et depuis 2012), membre du PCR |
| 2015             | 2021             | 2019   | 2021                  | René Sotaca      |        | DVG    | Chargé de gestion de réseaux CISE Réunion, Sainte-Suzanne, membre du PCR                                    |
| 2021             | 2028             | 2021   | en cours              | Julie Aroubani   |        | DVG    | Responsable du marché Entreprises et Collectivités chez Groupama océan indien, membre du PCR                |
| 2021             | 2028             | 2021   | en cours              | René Sotaca      |        | DVG    | Conseiller sortant, membre du PCR                                                                           |

### Résultats détaillés

#### Élections de mars 2015
À l'issue du 1er tour des élections départementales de 2015, deux binômes sont en ballottage : Michèle Caniguy et Maurice Gironcel (PCF, 52,63 %) et Daniel Alamelou et Nadia Tipaka (DVG, 38,69 %). Le taux de participation est de 46,96 % (11 139 votants sur 23 719 inscrits) contre 43,81 % au niveau départemental et 50,17 % au niveau national.
Au second tour, Michèle Caniguy et Maurice Gironcel (PCF) sont élus avec 55,99 % des suffrages exprimés et un taux de participation de 57,48 % (6 922 voix pour 13 633 votants pour 23 719 inscrits).

#### Élections de juin 2021
Le premier tour des élections départementales de 2021 est marqué par un très faible taux de participation (33,26 % au niveau national). Dans le canton de Saint-André-1, ce taux de participation est de 35,29 % (9 185 votants sur 26 025 inscrits) contre 36,5 % au niveau départemental. À l'issue de ce premier tour, deux binômes sont en ballottage : Julie Aroubani et René Sotaca (PCF, 23,8 %) et Johann Idame et Josette Ogire (Divers, 14,38 %).
Le second tour des élections est marqué une nouvelle fois par une abstention massive équivalente au premier tour. Les taux de participation sont de 34,36 % au niveau national, 345,5 % dans le département et 45,5 % dans le canton de Saint-André-1. Julie Aroubani et René Sotaca (PCF) sont élus avec 51,76 % des suffrages exprimés (5 302 voix pour 11 844 votants et 26 033 inscrits),,.

## Composition

### Composition avant 2015
Le canton de Saint-André-1 était constitué d'une partie de la commune de Saint-André.
Lors du redécoupage de 1997, il s'agissait de la portion du territoire délimitée par :
- au nord : limite communale avec Sainte-Suzanne ;
- au sud : le chemin Lefaguyès, le chemin de la Gare (partie comprise entre le chemin Pente-Sassy et la rue des Camphriers) ;
- à l'est : le littoral ;
- à l'ouest : le chemin de Cambuston (partie comprise entre la rivière Saint-Jean et la rue du Lavoir), la rue Emile-Thomas, le chemin du Petit-Bazar, la rue Dumesgnil-d'Engente, la rue Lacoaret (jusqu'au chemin de la Gare).

### Composition depuis 2015
| Nom                                 | Code Insee | Intercommunalité                                   | Superficie (km2) | Population (dernière pop. légale)               | Densité (hab./km2) | Modifier                                    |
| ----------------------------------- | ---------- | -------------------------------------------------- | ---------------- | ----------------------------------------------- | ------------------ | ------------------------------------------- |
| Saint-André (bureau centralisateur) | 97409      | CA Communauté intercommunale Réunion Est           | 53,07            | Fraction : 9 582 (2022) Commune : 57 546 (2022) | 1 084              | modifier les données · modifier les données |
| Sainte-Suzanne                      | 97420      | CA Communauté intercommunale du Nord de La Réunion | 57,84            | 24 855 (2022)                                   | 430                | modifier les données · modifier les données |
| Canton de Saint-André-1             | 97404      |                                                    |                  | 34 437 (2022)                                   |                    | modifier les données                        |

Le nouveau canton de Saint-André-1 comprend :
1. une commune entière,
2. la partie de Saint-André située au nord d'une ligne définie par l'axe des voies et limites suivantes : depuis la limite territoriale est de la commune de Sainte-Suzanne, route nationale 2, avenue de France, allée Zelmar, impasse des Ananas, chemin du Centre (direction Sud-Est), chemin Brunet, chemin Bel-Ombre (direction Est), chemin en prolongement du chemin Cent-Gaulettes (direction Nord-Est), jusqu'au littoral.

## Démographie
En 2022, le canton comptait 34 437 habitants, en évolution de +3,88 % par rapport à 2016 (La Réunion : +3,33 %, France hors Mayotte : +2,11 %).
| 2013   | 2018   | 2022   |
| ------ | ------ | ------ |
| 32 379 | 33 171 | 34 437 |